# Albany (Kentucky)
Pour les articles homonymes, voir Albany.
La ville d’Albany est le siège du comté de Clinton, dans le Commonwealth du Kentucky, aux États-Unis. Sa population, qui s’élevait à 2 033 habitants lors du recensement de 2010, est estimée à 2 004 habitants en 2018.

## Personnalité liée à la ville
- Sam C. Ford, 12e gouverneur du Montana, est né à Albany en 1882.

## Galerie photographique

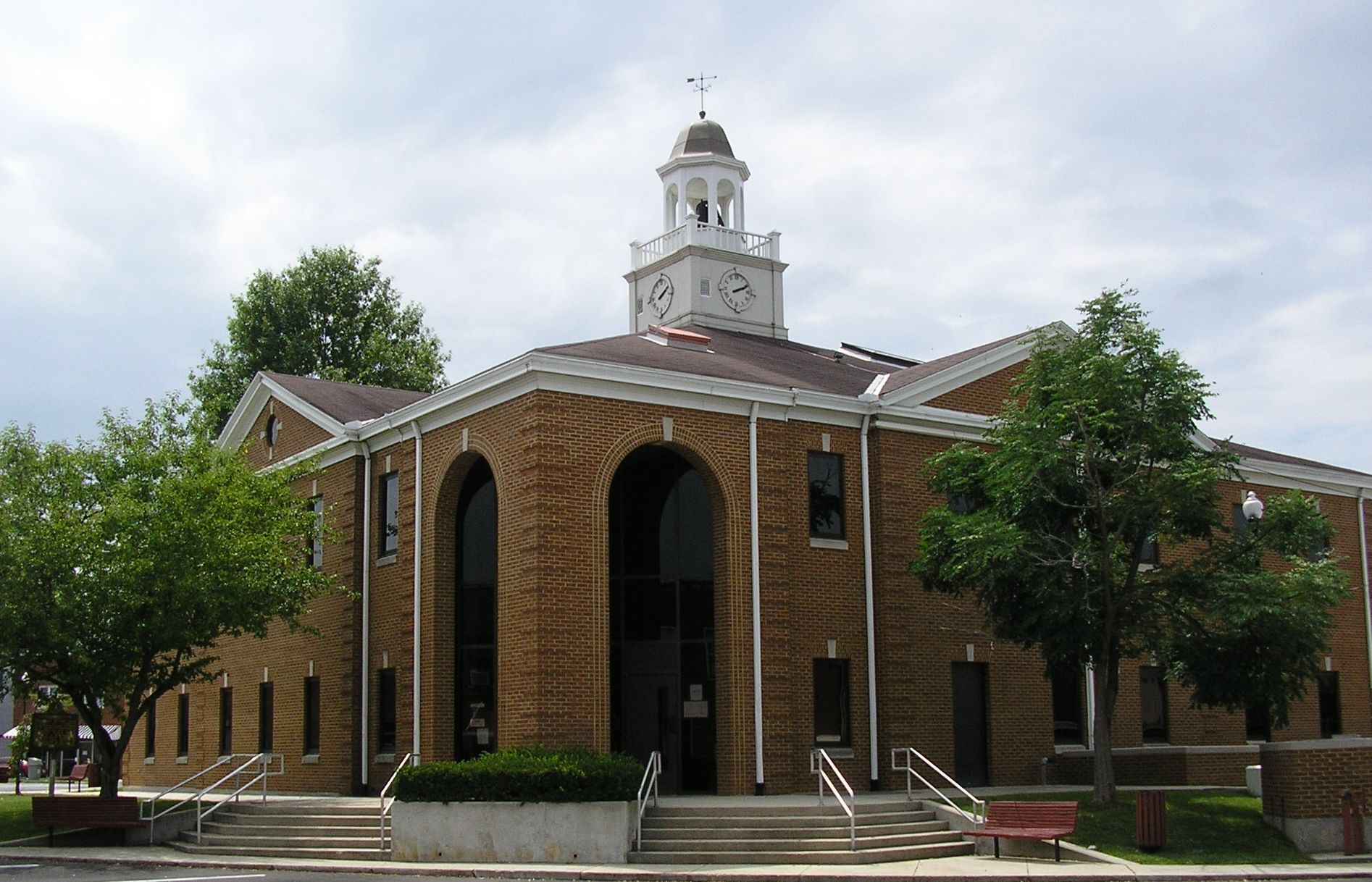
La cour de justice du comté
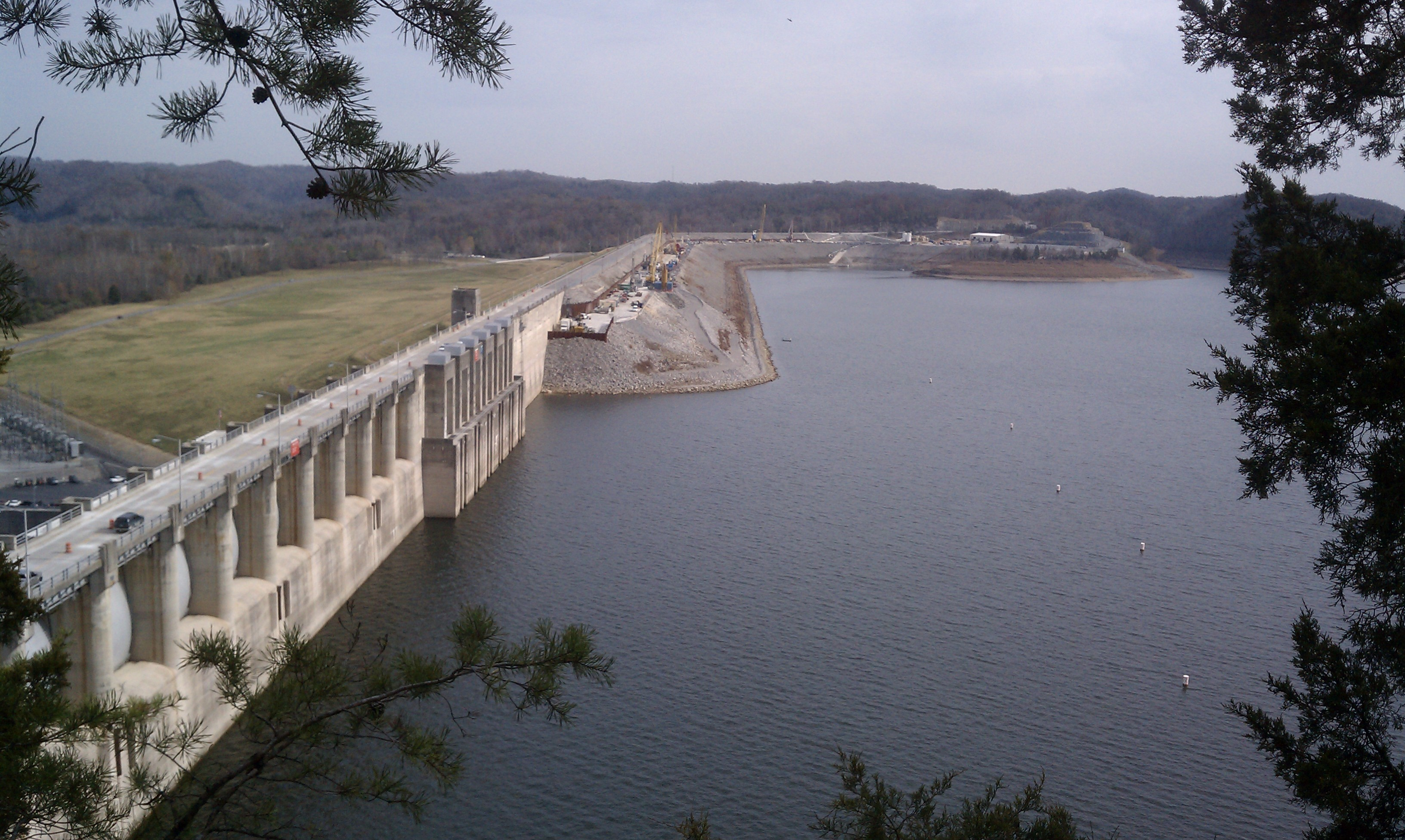
La digue du lac Cumberland